# De kunstschilder
De kunstschilder is een stripverhaal uit de reeks omtrent de stripfiguur Lucky Luke. Het verhaal werd getekend door Morris, naar een scenario van Bob de Groot. De eerste druk verscheen in 2001. Morris overleed in datzelfde jaar, zodat De kunstschilder het laatste verhaal is dat hij in druk heeft gezien.

## Verhaal
Een kunstschilder (Frederic Remington) reist door het Wilde Westen in de hoop het opperhoofd Hiawatha te kunnen portretteren. Lucky Luke is door gouverneur Waterfalls erop uit gestuurd om de schilder te beschermen, maar die kan eigenlijk best op zichzelf passen en schakelt de boef Curly met een vuistslag uit. De schilder blijkt een bon vivant die van eten, drinken, knokken en vloeken houdt. Hij heeft een enorme eetlust en betaalt zijn verteringen met schilderijen.
De schilder en Luke worden gevangengenomen door de Snelvoetindianen, die zelfs bij verrassing Jolly Jumper hebben weten te verschalken. Ze komen vrij tegen betaling in tubes olieverf die de indianen goed kunnen gebruiken voor hun oorlogsbeschildering. De schilder en Luke reizen door naar Hound Dog City, een verderfelijk oord waar ze in een stevige knokpartij belanden, en van daar naar het dorp van Hiawatha. Onderweg worden ze belaagd door Curly die op wraak uit is, maar wiens aanslagen steeds mislukken, waarna hij door Luke moet worden gered.
De schilder wint een eetwedstrijd van Hiawatha en mag dan eindelijk het opperhoofd schilderen, dat stevig onder de plak blijkt te zitten bij zijn wederhelft. Nu zijn grootste wens vervuld is keert hij met Luke weer terug naar Hound Dog City. Onderweg worden ze opnieuw belaagd door Curly, die uit wraak een aantal schilderijen verbrandt. Geen punt voor de schilder, want die wilde ze toch al vernietigen.
Terug in Hound Dog City wil hij geld opnemen bij de plaatselijke bank om met Luke te gaan feestvieren, als de bank wordt beroofd. Nadat Luke de bankrover te Crazytown heeft ingerekend en netjes bij de sherif van Hound Dog City heeft afgeleverd, krijgt hij per telegram de melding dat de Daltons weer eens zijn ontsnapt. Hij neemt vlug afscheid en de kunstschilder vereeuwigt Luke die richting de ondergaande zon rijdt.

## Achtergrond
Frederic Remington is in 1861 geboren, en De kunstschilder moet zich dus eind 19e eeuw afspelen. In het verhaal zijn verschillende van zijn schilderijen verwerkt. Remington, die door Morris naar het leven werd getekend, maakte in de jaren 1880 meerdere reizen door het Wilde Westen en zou ook in werkelijkheid een zwaargebouwde bon vivant zijn geweest die betaalde met schetsen. Ook is bekend dat hij zo’n 100 van zijn schilderijen heeft verbrand. Hij kan Hiawatha echter nooit hebben ontmoet, want dit legendarische indianenopperhoofd leefde ergens tussen de 12e en 16e eeuw.
Hound Dog City is mogelijk een verwijzing naar Hound Dog, een liedje van het Amerikaanse songschrijversduo Leiber & Stoller dat vooral bekend is geworden in een uitvoering uit 1956 door Elvis Presley.